# 奥列格·米哈伊洛夫
奥列格·阿列克谢耶维奇·米哈伊洛夫（羅馬化：Oleg Alekseyevich Mikhaylov；1987年1月6日—）是俄罗斯政治人物，第八届国家杜马代表。
2007年，米哈伊洛夫加入俄罗斯联邦共产党。2011年，他当选为瑟克特夫卡尔市议会代表。2012年，他开始在俄罗斯科学院乌拉尔分院科米科学中心生物研究所工作。2020年至2021年，他担任第七届科米共和国国家议会代表。2021年9月起，他担任第八届国家杜马代表。